# Jardins de Ramon Margalef i López
Els Jardins de Ramon Margalef i López estan situats a la muntanya de Montjuïc de Barcelona, entre l'Estadi Olímpic i les Piscines Bernat Picornell.

## Història

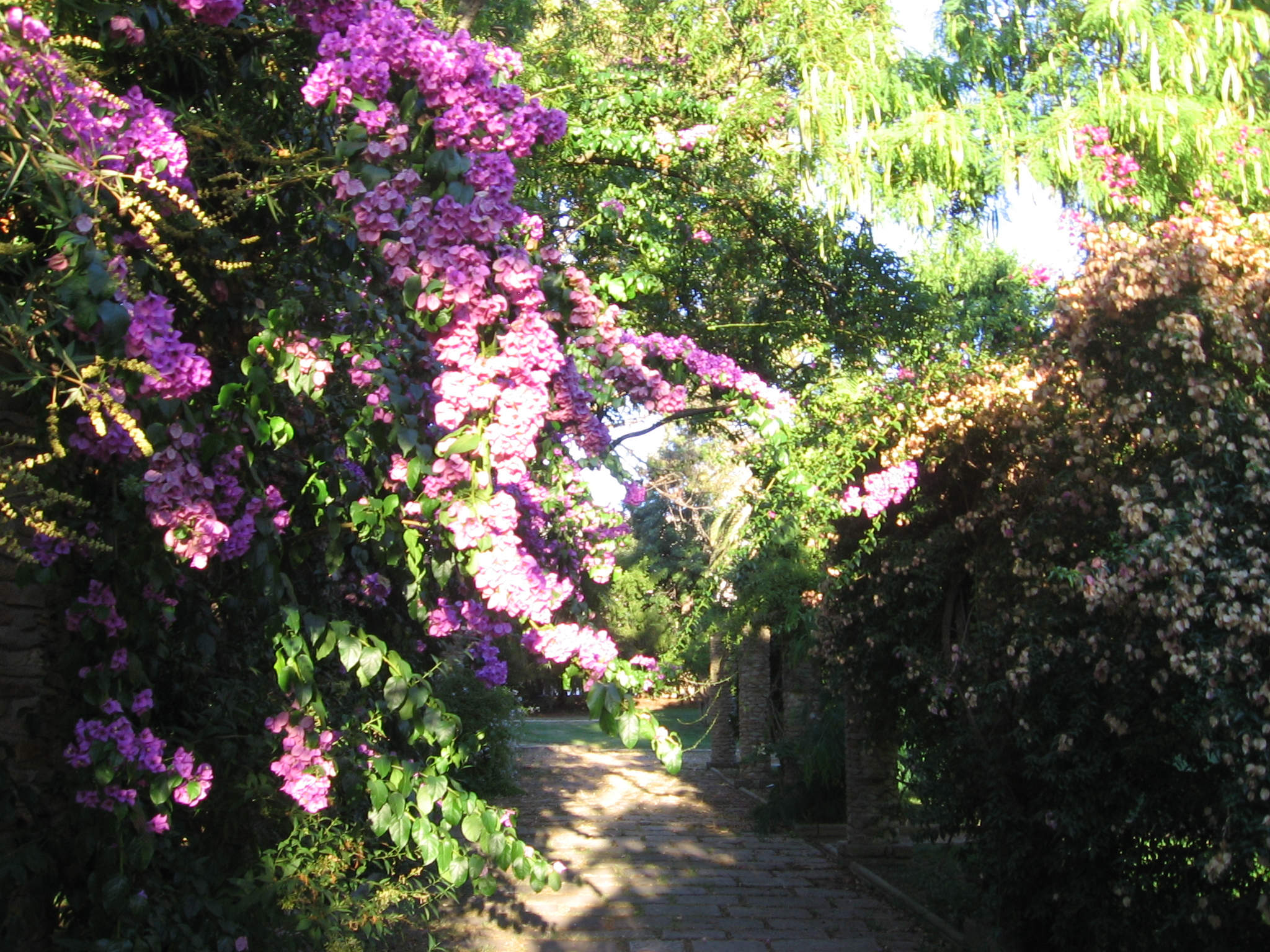
Un racó del jardí

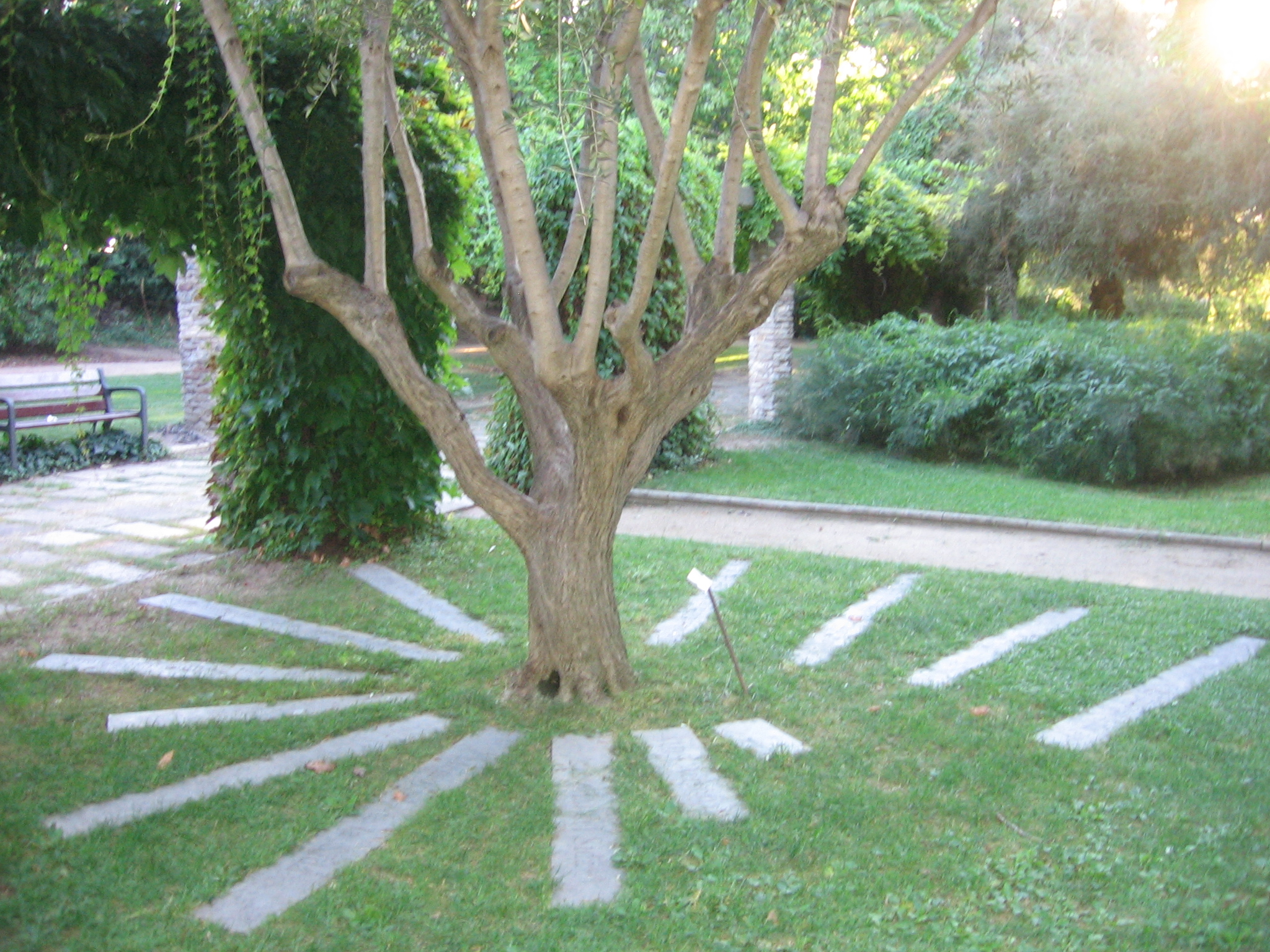
Memorial de la SIDA

Foren creats el 1930 per Nicolau Maria Rubió i Tudurí, l'any següent de l'Exposició Internacional de Barcelona de 1929, al terreny on s'havien situat els pavellons d'Itàlia i Suècia. El seu objectiu era el de crear una zona d'especial protecció per a l'aclimatació d'espècies foranes. El seu antic nom, jardí d'Aclimatació, ja indicava el motiu de la creació d'aquesta zona verda. El nucli principal foren espècies dels cinc continents que es van portar per a l'exposició, i que més tard es van anar ampliant fins al 1937, data en què la Guerra Civil va interrompre els treballs. Posteriorment, el 1945, l'arquitecte Lluís Riudor i el botànic Joan Pañella van reprendre els treballs de plantació, que es van perllongar fins als anys 1980.
El 2023, 19 anys després de la mort de Ramon Margalef, foren reanomenats en honor a aquest ecòleg català.

## Descripció
Aquest jardí alberga al voltant de 230 espècies de plantes, algunes d'elles úniques o d'escassa presència a la ciutat. La seva superfície està dividida en dos nivells, units per escales de pedra, i juntament amb els parterres es troben una sèrie de pèrgoles amb plantes enfiladisses, comunicades per camins de sauló.
S'hi troba el Memorial de la Sida, inaugurat el 2003 amb un disseny de Patrizia Falcone amb la col·laboració del jardiner Lluís Abad, una iniciativa de l'ONG Projecte dels Noms, que té per objectiu sensibilitzar i conscienciar a la gent sobre la malaltia de la SIDA. El monument està conformat per un parterre amb lloses allargades de pedra sobre el que s'alça una olivera, símbol de la pau, i conté a la seva part interior un poema de Miquel Martí i Pol.

### Vegetació
Entre les espècies presents es troben: Sapindal (Koelreuteria paniculata), Ginjoler (Ziziphus jujuba), Albizia procera (Albizia procera), arbre del safrà (Elaeodendron croceum), salze australià (Agonis flexuosa), picònia excelsa (Ealeodendron capense), Seibo (Erytrina cristagalli), aromer de Xile (Acacia caven), arbre de la cera del Japó (Toxicodendron succedaneum), Acàcia del Japó (Styphonolobium japonicum), pitòspor pèndul (Pittosporum angustifolium), prunera de Natal (Carissa macrocarpa), eucaliptus (Eucalyptus gomphocephala), Pi de Turquia (Pinus brutia), lligabosc gegant (Lonicera hildebrandiana), rosella de Coutter (Romneya coulteri), etc.